# Hugues de Hohenlohe-Öhringen
Le prince Hugues de Hohenlohe-Öhringen, en allemand Friedrich Wilhelm Eugen Karl Hugo Fürst zu Hohenlohe-Öhringen, né le 27 mai 1816 à Stuttgart et mort le 23 août 1897 au château de Slawenzitz (de) en province de Silésie, est un prince allemand de la maison Hohenlohe, issu de la branche luthérienne des Hohenlohe-Ingelfingen. Il est héritier des domaines des princes de Hohenlohe-Öhringen et du duché d'Ujest en 1849.

## Biographie
Le prince est le fils du prince Auguste de Hohenlohe-Öhringen (1784-1853) et de la princesse, née princesse Louise de Wurtemberg (1789-1851). Il épouse la princesse Pauline de Fürstenberg (1829-1900) en 1847.
Il étudie à l'école supérieure de Tharandt dite Académie forestière, fondée par Heinrich Cotta, et à Berlin. Il devient aide-de-camp du roi Guillaume Ier de Wurtemberg.
Il hérite des biens paternels en 1849 et de ceux de l'ancien duché d'Ujest en Silésie. Il se lance alors dans des investissements en Haute-Silésie, notamment dans l'industrie du zinc. Il fait fortune et ses domaines sont reconnus en 1861 par le royaume de Prusse, comme domaines seigneuriaux. Il obtient le titre de duc d'Ujest. Il fait creuser des mines et construire des usines (Hohenlohe-Hütte) à Bittkow, puis d'autres dans la région, si bien qu'il est à la tête d'un conglomérat en 1888. Il acquiert des mines de charbon dans les années 1890 et devient ainsi le plus gros producteur du monde du zinc à sa mort.
Le duc d'Ujest est aussi membre de la chambre des seigneurs de Prusse, ainsi que de la chambre royale du Wurtemberg. Il est nommé dans l'armée prussienne général d'infanterie à la suite, et général de cavalerie de l'armée du Wurtemberg.
Il est nommé gouverneur de Moravie, pendant la guerre austro-prussienne de 1866.
Le duc d'Ujest a aussi une activité parlementaire tout au long de sa vie au sein des assemblées de la noblesse. Il est aussi membre de l'Assemblée, ou Reichstag, de l'alliance de l'Allemagne du Nord, avant 1870, puis vice-président du Reichstag impérial de 1871 à 1876.

## Famille
De son union avec la princesse Pauline de Fürstenberg, sont issus :
- Christian-Kraft de Hohenlohe-Öhringen, duc d'Ujest (1848-1926)
- Marie (1849-1929), épouse le prince Henri XIX de Reuss (1848-1904)
- Louise (1851-1920), épouse le comte Friedrich von Frankenberg und Ludwigsdorf (de) (1835-1897)
- Auguste (1854-1884)
- Frédéric-Charles (1855-1910), épouse la comtesse Marie von Hatzfeld (1871-1932)
- Georges (1858-1945), épouse sa cousine Olga de Hohenlohe-Öhringen (1862-1935)
- Maximilien (de) (1860-1922), épouse la comtesse Hélène von Hatzfeld (1865-1901)
- Hugo (de) (1864-1928), épouse Helga Hager (1877-1951)
- Margarethe (1865-1940), épouse le comte Wilhelm von Hohenau (1854-1930)